# 劇場版 NARUTO -ナルト- 疾風伝
『劇場版 NARUTO -ナルト- 疾風伝』（げきじょうばん ナルト しっぷうでん）は、2007年8月4日に日本で公開された、漫画『NARUTO -ナルト-』を原作としたテレビアニメの劇場版に当たるアニメーション映画。アニメ第2期の劇場版としてはこれが第1作目である。配給は東宝。キャッチコピーは「ナルト、死す――」。興行収入は12.1億円。海外においては、2008年2月1日より台湾で公開。

## 公開
この映画は2007年8月4日に公開され、公式ホームページなどにおいては「ナルトの死によって始まる物語」「禁断の劇場版オリジナルストーリー」と銘打って紹介された。同作品の主題歌は、大のNARUTOファンであるDJ OZMAの曲「Lie-Lie-Lie」に決定した。

## ストーリー
かつて世界を破滅寸前まで追い込めた魔物・魍魎は、かつてその力を借りて大陸を蹂躙した忍・黄泉によって封印から解放され、暗黒忍術によって黄泉の体内に魂を移植された。復活した魍魎率いる「幽霊軍団」の襲撃を前に、ナルト・サクラ・ネジ・リーの4人は火影である綱手の命を受けて、この世で唯一魍魎を封印する力を持つことから魍魎に命を狙われる鬼の国の巫女・紫苑の護衛に当たる。ナルト達は黄泉の部下である4人衆の襲撃を受けていた紫苑を助け、4人衆を撃退する。そこでナルト達は紫苑が「人の死を予言する力」を持っていることを明かされ、ナルトはその死を予言される。その後ナルト達4人は紫苑の護衛役の1人・足穂と共に、紫苑を沼の国にある魍魎の肉体が封印された祠まで送り届けるために出発するも、道中で再び4人衆の襲撃を受けて紫苑は殺害されたと思われたが、実は殺害された紫苑は、足穂が「影鏡身転の法」で化けた姿であり、本物の紫苑は何とか生き延びていた。そしてナルトと紫苑は他の3人と離れて祠に到着し、紫苑はナルトが兵馬俑たちを足止めしている間に中に入る。そこで紫苑は魍魎の肉体の封印を試みるも、魍魎は黄泉の体を犠牲にすることによって紫苑が張った結界の中に侵入、自らの肉体を取り戻して完全な復活を遂げてしまった。その後ナルトは兵馬俑たちの足止めを追ってきたカカシらに任せて紫苑の後を追って祠の中に入り、紫苑と共に魍魎と戦うも、紫苑は魍魎の体内に取り込まれてしまう。その直後に紫苑は、かつて自身の命を犠牲にして魍魎を封印した母・弥勒の想いに触れ、自身も自らの命を犠牲にして死を以って発動する封印術を発動させようとするが、寸前のところでナルトに呼び覚まされて魍魎の体内から引きずり出され、そして弥勒から受け継いだ自らの鈴にナルトのチャクラと紫苑の巫女の力を込めた「超チャクラ螺旋丸」によって、魍魎を打ち破ることができた。

## 登場人物

### メインキャラクター
- うずまきナルト（声 - 竹内順子）
- 春野サクラ（声 - 中村千絵）
- 日向ネジ（声 - 遠近孝一）
- ロック・リー（声 - 増川洋一）
- 五代目火影・綱手（声 - 勝生真沙子）
- シズネ（声 - 根本圭子）
- はたけカカシ（声 - 井上和彦）
- マイト・ガイ（声 - 江原正士）
- 奈良シカマル（声 - 森久保祥太郎）
- テマリ（声 - 朴璐美）

以上の人物についてはNARUTO -ナルト-の登場人物一覧を参照。

### オリジナルキャラクター

#### 鬼の国
紫苑（しおん）
声 - 藤村歩
鬼の国の巫女。非常にわがままな性格で振る舞いも横暴だが、これは今までに沢山の親しい者と死に別れたことや自身の予知の能力を恐れた者達から疎外されたが故の振る舞いで、足穂が死した時は気丈に振る舞うも涙を流しながら慟哭していた。巫女に代々伝わる人の死を予言する能力を持ち、死を予見した時には持っている鈴が鳴り動悸が走り、今まで百発百中であり外れたことがない。しかし実際は、この能力で予知しているのは自分自身の死で、その時に周りにいた者をその死に方の身代わりにすることで、自分が生き延びるためのものだった。また、同じく代々の巫女に備わる魍魎を封印する能力を備えており、母・弥勒の死以降は封印術のみをひたすら極めてきた。
魍魎を封印するため、死の予言によって近しい者を犠牲にしてまでも生き延びなければならないという、自らの運命に絶望していたが、ナルトと出会い自らの運命を変えることを約束される。その後魍魎の封印に失敗し、自らの命と引き換えに魍魎を封印しようとするがナルトに静止され、そして死してもなお魍魎を封印するという自らの運命を拒絶、ナルトのチャクラと紫苑の巫女の力を融合させた「超チャクラ螺旋丸」によって魍魎を倒すことに成功した。その後は人の悪しき心から第2、第3の魍魎が現れた時のために、そして巫女の力を次の世代に伝えていくために、巫女を続けていくことを決意した。また、この時にナルトにプロポーズとも取れる言葉を告げている。
弥勒（みろく）
声 - 折笠富美子
紫苑の母親。自らを魍魎と一体化させることによって魍魎を封印し命を落とすが、娘の紫苑が死ぬことによって世界を滅ぼしかねない力を発現することを悟り、紫苑に自分自身の死を予知できる力が封じられた鈴を託した。
足穂（たるほ）
声 - 藤田圭宣
紫苑の警護役。本人からは警護を嫌がられていたが、それでも同行、警護をすると死ぬことを予言されていたが、自ら紫苑に化ける転生忍術「影鏡身転の法」を使用した後、紫苑の身代わりになってクスナの暗黒医療忍術を受け死亡し、遺骸はその場所に葬られた。
ススキ
声 - 岸尾だいすけ
紫苑の警護役。紫苑から死を予言され、四人衆による襲撃から紫苑を護るために死亡した。

#### 沼の国
黄泉（よみ）
声 - 中村秀利
魍魎を復活させて世界を滅ぼし千年王国の完成を企む。魍魎を復活させるため、鬼の国の祠に侵入して暗黒医療忍術で魍魎の魂を自らの体内に取り込み、沼の国の祠では紫苑の印で作られた結界に侵入、自らの体を生け贄に捧げて魍魎の体と魂を一体化させた。
魍魎（もうりょう）
声 - 加藤精三
かつて世界を破滅直前まで追いつめた魔物。鬼の国に魂が、沼の国に肉体が封じられていたが、黄泉によって魂の封印が解かれ、暗黒医療忍術で彼に憑依。また、紫苑によって肉体の封印が解かれ、彼女を体内に取り込む。しかし、ナルトに紫苑を体内から引きずり出され、最期はナルトのチャクラと紫苑の巫女の力を結合させた「超チャクラ螺旋丸」により滅ぼされた。
兵馬俑
傀儡人形の一種で、魍魎と一体化した黄泉が操っていた。鬼の国で黄泉が魍魎のチャクラの一部を取り込んだために夥しい数で復活し、実態は身長が3mほどの石像で、石の刀や槍等を所持、弓矢や並の術では破壊できない。復活した後、鬼の国の国境を突破、木ノ葉の班が谷を通るところで崖を起爆札で爆破して埋めようとするも効果がなく、沼の国の祠に向かう。しかし、ナルトの多重影分身や螺旋丸、カカシの雷切、シカマルの影真似の術、テマリの斬り斬り舞などを受けて全壊した。
クスナ
声 - 柿原徹也
四人衆のリーダー格で他の三人からは「兄貴」とよばれていた。風遁系の術と暗黒医療忍術に加え、傀儡の分身を使用。紫苑を殺害すべく、体内に入れられた麻酔蟲にサクラを噛ませて体の自由を奪い、暗黒医療忍術で紫苑を殺害するが、実はそれは足穂が「影鏡身転の法」で化けた姿だった。その後三度紫苑の殺害を命じられ、チャクラ切れを起こしていたシズクとセツナにチャクラを補給しようとしていたところを襲撃され、ネジの柔拳法・八卦六十四掌で倒された。
シズク
声 - 沢城みゆき
四人衆の一人で、火遁、水遁、雷遁系の術を使用。紫苑の館を襲撃しナルトと交戦になった際は、「火遁・火走り」でナルトを攻撃した。紫苑達が沼の国へ向かっているところを急襲した際にはナルトを誘導して紫苑から引き剥がすために水遁を用いて交戦し、その戦いでは常にナルトを「僕ちゃん」と呼び馬鹿にしており、ナルトの螺旋丸を喰らうも「忍法・水変わり身」で死を免れた。その後三度紫苑の殺害を命じられるも、チャクラ切れになったところをサクラの「金剛力」で倒された。
セツナ
声 - 小西克幸
四人衆の一人で、風遁、水遁系の術を使用。魍魎の魂が封印された鬼の国の祠を襲撃した際は、ギタイの火遁と連携して「風遁・神風」で護衛達を、また紫苑の館を襲撃しナルトと交戦になった際は同じくシズクの火遁と連携して「風遁・神颪」でナルトを攻撃した。紫苑達が沼の国へ向かっているところを急襲した際には、ネジを誘導して紫苑から引き剥がすために風遁を用いて交戦した。その後三度紫苑の殺害を命じられるも、チャクラ切れになったところをリーの「木ノ葉大旋風」で倒された。
ギタイ
声 - 谷山紀章
四人衆の一人で、火遁、土遁系の術を使用。口元を薄い緑色の布で覆っている。一人称は「あちき」、語尾に「～でありんす」をつけるなど廓詞を使う。魍魎の魂が封印された鬼の国の祠を襲撃した際は、「火遁・火走り」で護衛達を攻撃した。紫苑の館を襲撃しナルトと交戦になった際は、「土遁・土回廊」でナルトの多重影分身を全て岩の中に封じ込めた。紫苑達が沼の国へ向かっているところを急襲した際には、リーを誘導して紫苑から引き剥がすために交戦し、体内に入れられたチャクラ蟲のチャクラを直接飲んで顔を3つ持ったタランチュラのような姿に変化し、八門遁甲を開放した状態のリーを追い詰めるが、ガイから授かった「超これでボーン」（実際はただのチョコレートボンボン）を飲んで酔ったリーの裏蓮華で倒された。

## スタッフ
- 原作 - 岸本斉史
- 監督 - 亀垣一
- 脚本 - 武上純希
- キャラクターデザイン - 西尾鉄也
- 絵コンテ - 佐々木守、布施木一喜、有冨興二、川崎博嗣、亀垣一
- 演出 - 古川順康、布施木一喜、有冨興二
- 総作画監督 - 佐々木守
- 作画監督 - 佐々木守、堀内博之、枡田浩史、窪詔之、楠本祐子
- エフェクト作画監督 - 枡田浩史
- 美術 - 清水友幸、一色美緒、池田祐二
- 色彩設計 - いわみみか。
- 3DCGI監督 - 呉新紅
- 撮影監督 - 松本敦穂
- 編集 - 及川雪江、森田清次
- 音楽 - 高梨康治、刃-yaiba-
- 音響監督 - えびなやすのり
- プロデューサー - 深沢幹彦、松井将司、押切万耀
- アニメーション制作 - studioぴえろ
- 製作 - 劇場版NARUTO製作委員会（テレビ東京、集英社、ぴえろ、アニプレックス、電通、バンダイ）

## 主題歌
- DJ OZMA「Lie-Lie-Lie」
  - ソニー・ミュージックではなく、EMIミュージック・ジャパンでリリースしたものであるが、OZMA自身が『NARUTO -ナルト-』のファンであること、所属事務所がソニーミュージック系列のソニーミュージックアーティスツであることを理由に実現した。

## 映像ソフト化
- 本編のDVDは特別限定版及び通常版含め2008年4月23日発売。